# Beurasan
Beurasan is een bestuurslaag in het regentschap Pidie Jaya van de provincie Atjeh, Indonesië. Beurasan telt 223 inwoners (volkstelling 2010).